# Politikåret 2004

## Händelser

### Januari
- 1 januari – Irland övertar ordförandeskapet i EU:s ministerråd efter Italien.[1]
- 3 januari – Sveriges regering planerar översyn av Sveriges grundlagar. Samordningsminister Pär Nuder aviserar förändringar i valsystemet, där fyraprocentspärren försvinner.[1]
- 6 januari - I Sverige erkänner 25-åringen Mijailo Mijailović mordet på Anna Lindh 2003.

### Februari
- 7 februari – Svenska kungaparet inleder ett tre dagars statsbesök till Brunei. Resan kritiseras på grund av sultanens sätt att styra Brunei.[1]
- 29 februari - Rebeller intar Haitis huvudstad Port-au-Prince, president Jean-Bertrand Aristide flyr landet med hjälp av amerikanska soldater

### Mars
- 1 mars – Finland sänker spritskatten med 44 % på starksprit för att stärka sin inhemska alkoholproduktion och stävla spritrallyt mellan Finland och Estland. Även ombord på färjorna sänks priserna.[1]
- 8 mars – Iraks styrande råd godkänner en provisorisk författning, med val senast i januari 2005.[1]
- 10 mars – Sveriges riksdag beslutar att stärka apanageet till svenska kungahuset. Sveriges socialdemokratiska arbetareparti, Vänsterpartiet, Miljöpartiet och Folkpartiet röstar ja, Moderaterna och Centerpartiet röstar nej, och KD avstår.[1]
- 29 mars - Republiken Irland inför rökförbud i all offentlig miljö inomhus. Här inkluderas landets ca 30 000 pubar.
- 29 mars - Militäralliansen Nato utvidgas med sju nya medlemsländer -  Bulgarien, Estland, Lettland, Litauen, Rumänien, Slovakien och Slovenien.

### April
- 6 april – Rolandas Paksas avsätts som president i Litauen, av parlamentet för grova brott mot konstitutionen. I slutet av oktober föregående år anklagades han för kontakter med ryska maffian.[1]
- 15 april - Ett nytt ROT-avdrag införs i Sverige.
- 27 april – Muammar al-Gaddafi anländer till EU-möte i Bryssel.[1]

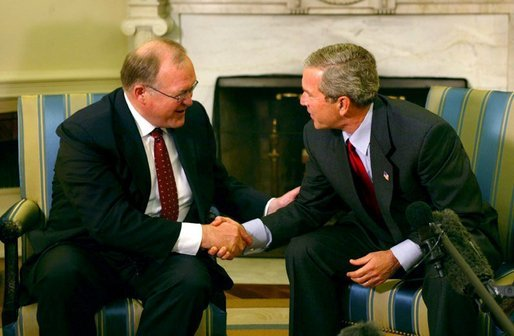
Möte.

- 28 april – Sveriges statsminister Göran Persson möter USA:s president George W. Bush i Ovala rummet i Vita huset.[1]

### Maj
- 1 maj - Europeiska Unionen får tio nya medlemsstater: Estland, Lettland, Litauen, Polen, Tjeckien, Slovakien, Ungern, Slovenien, Malta och Cypern.[1]
- 9 maj - Tjetjeniens president Achmat Kadyrov dödas av en bomb i Groznyj
- 12 maj - Sveriges riksdag beslutar med 245 röster mot 45 om rökförbud på restauranger, pubar och kaféer från 1 juni 2005.
- 17 maj – Massachussetts blir första delstat i USA att tillåta homosektenskap.[1]
- 19 maj – Kondomer med lila pulver kastas på Tony Blair i Storbritanniens underhus. Gruppen Fäder för rättvisa tar på sig ansvaret, och är arga för att de menar att pappor inte har samma rättigheter som mammor.[1]

### Juni
- 1 juni - 
  - Iraks styrande råd upphör och Ghazi al-Yawer utses till statschef i Irak.[1]
  - Nelson Mandela meddelar att han drar sig tillbaka från politiken.[1]
  - Rökförbud införs på alla restauranger, barer och kaféer i Norge.
- 6 juni - 60-årsjubileum av Dagen D. För första gången får även Tyskland vara med vid Normandie.
- 28 juni - USA-alliansen överlämnar makten till den irakiska interimsregeringen, två dagar tidigare än först beräknat.[1]
- 29 juni - EU:s stats- och regeringschefer utser Portugals premiärminister José Manuel Barroso till ny ordförande för Europeiska kommissionen.
- 30 juni - Gloria Macapagal-Arroyo svärs in som filippinsk president för en andra period.[1]

### Juli
- 1 juli - Saddam Hussein och hans elva närmaste män ställs inför en irakisk domstol.
- 6 juli – Miljöpartiet och Sveriges socialdemokratiska arbetareparti presenterar under Almedalsveckan sina planer på fördjupat samarbete för 5,5 miljarder SEK.[1]

### Augusti
- 30 augusti – Den borgerliga oppositionens partiledare i Sveriges riksdag träffas på Maud Olofssons gård i Högfors för att diskutera samarbetsformer och lägga grund till maktskifte i Sverige vid valet 2006.[1]

### September
- 7 september – Nästan 400 000 personer har vänt sig mot lagutskottet i Sveriges riksdag mot homoäktenskap.[1]
- 11 september – Ett år efter Anna Lindh-mordet hedras Anna Lindh. Wanja Lundby-Wedin talar i Nyköping och på Stora torget i Malmö manifesteras det mot våld och rasism.[1]

### Oktober
- 21 oktober – Göran Persson bildar om svenska regeringen, med tre nya namn: skolminister Ibrahim Baylan, Sven-Erik Östberg med ansvar för kultur- och finansfrågor samt Jens Orback med ansvar för jämställdhet, storsta doch integration. Ibrahim Baylan blir därmed Sveriges första minister med icke-europeiskt ursprung.[2]

### November
- 1 november - Sveriges statsminister Göran Persson genomför en regeringsombildning, bland annat blir Pär Nuder ny finansminister
- 10 november – Colin Powell avgår som amerikansk utrikesminister.[2]
- 11 november – Condoleezza Rice nomineras till ny amerikansk utrikesminister.[2]

### December
- 1 december - Moçambiques president Joaquim Chissano avgår efter 18 år.[2]
- 7 december
  - I Afghanistan inleder omvalde presidenten Hamid Karzai för sin nya mandatperiod.[2]
  - I Sverige lämnar Gudrun Schyman Vänsterpartiet och blir politisk vilde.[2]
- 15 december - David Blunkett avgår från posten som inrikesminister i Storbritannien, Charles Clarke tar över.
- 27 december - Ukrainas transportminister hittas död i närheten av sitt hem.
- 23 december
  - Afghanistans president Hamid Karzai presenterar sin nya regering.[2]
  - I Sverige visar DN/Temos undersökning av 9,6 % av väljarna som röstade på Sveriges socialdemokratiska arbetareparti, Moderaterna och Miljöpartiet. 3.3 % av de som röstade borgerligt har bytt. Moderata samlingspartiet är den stora vinnaren. Drygt 6 % av de som röstade socialdemokratiskt 2002 skulle 2004 ha röstat på Moderata samlingspartiet.[2]

## Val och folkomröstningar
- 4 januari – Micheil Saakasjvili vinner presidentvalet i Georgien med drygt 85 % av rösterna.[1]
- 29 januari – Senator John Kerry vinner demokraternas primärval i New Hampshire, med 39 % av rösterna.[1]
- Februari – Schweiz röstar i folkomröstning för livstids fängelse utan nåd för psyksjuka brottslingar, vilket strider mot Europakonventionen om mänskliga rättigheter. I Schweiz regering stöds lagen enbart av SVP.[1]
- 3 mars – Senator John Kerry blir demokraternas presidentkandidat i USA då han vunnit nio av tio primärval, och då John Edward givit upp.[1]
- 7 mars - Grekland, Ny demokrati vinner valet
- 14 mars - Ryssland. Vladimir Putin omväljs som president.[1]
- 8 april - Algeriet, Abdelaziz Bouteflika blir återvald till president.
- 14 april - ANC får nära 70 % vid parlamentsvalet i Syafrika.[1]
- 25 april - Österrike, Heinz Fischer vinner presidentvalet.
- Maj - Indien - Val till Lok Sabha, Indiens parlament, Kongresspartiet blir största parti och bildar regering.[1]
- 13 juni - Europeiska unionen - Val till Europaparlamentet.[1]
- 8 juli - Österrike - Heinz Fischer tillträder som president i Österrike.
- 2 oktober - Afghanistan går till presidentval. Interimspresident Hamid Karzai vinner.[2]
- 31 oktober - Ukraina - första omgången av presidentvalet. Internationella observatörer noterar flera fall av fusk.[2]
- 2 november - USA - George W. Bush blir återvald som president.[2]
- 21 november - Ukraina - presidentval, Viktor Janukovytj utropas till segrare, men valfusk har förekommit och högsta domstolen underkänner resultatet.[2]
- 13 december - Rumänien Traian Băsescu vinner presidentvalet.
- 26 december - Ukraina - Viktor Jusjtjenko vinner presidentvalet.[2]

## Organisationshändelser
- 20 februari - Lars Ohly väljs, med röstsiffrorna 195-30 mot Alice Åström, till ny ledare för Vänsterpartiet efter Gudrun Schyman.[1]
- 3 april – Göran Hägglund tillträder som ny ledare för KD efter Alf Svensson.[1]
- 10 april - Tove Fraurud väljs till förbundsordförande i Ung Vänster.
- 27 augusti – Lars Stjernkvist meddelar att han då efterträdare blivit vald tänker avgå som partisekreterare för Sveriges socialdemokratiska arbetareparti.[1]

## Avlidna
- 16 januari – Kalevi Sorsa, finsk politiker (73 år).
- 13 februari – Zelimchan Jandarbijev, Tjetjeniens president 1996–1997.
- 16 februari – Jens Evensen, norsk havsrättsminister.
- 17 februari – José López Portillo, Mexikos president 1976–1982.
- 26 februari – Boris Trajkovski, Makedoniens president 1999–2004.
- 6 mars – Rune Carlstein, svensk tidigare riksdagsledamot.
- 22 mars – Schejk Ahmad Yassin, grundare av Hamas.
- 17 april – Abd al-Aziz ar-Rantissi, en av Hamas ledare.
- 9 maj – Achmat Kadyrov, Tjetjeniens president 2003–2004.[1]
- 17 maj – Izz ad-Din Salim, ordföranden i det Iraks styrande råd.
- 5 juni – Ronald Reagan, USA:s president 1981–1989.[1]
- 16 juni – Thanom Kittikachorn, thailändsk militär, premiärminister 1963-1973.
- 17 juni – Jacek Kuron, polsk historiker, publicist och politiker
- 21 juni – Leonel Brizola, brasiliansk politiker, ledare för Demokratiska arbetarpartiet.
- 6 juli – Thomas Klestil, Österrikes förbundspresident 1992–2004.
- 26 juli – Carl Lidbom, svensk ambassadör.
- 11 november – Yassir Arafat, Palestinska myndighetens president 1996–2004.[2]

### Fotnoter
1. 1 2 3 4 5 6 7 8 9 10 11 12 13 14 15 16 17 18 19 20 21 22 23 24 25 26 27 28 29 30 31 32 33   När Var Hur 2005. DN
2. 1 2 3 4 5 6 7 8 9 10 11 12 13 14   När Var Hur 2006. DN